# Саверці (зупинний пункт)
Са́верці — пасажирський залізничний зупинний пункт Козятинської дирекції Південно-Західної залізниці.
Розташований поблизу села Саверці Попільнянського району Житомирської області на лінії Фастів I — Козятин I між станціями Кожанка (14 км) та Попільня (6 км).
Відкритий 1974 року. Має дві платформи берегового типу, одна з яких має павільйон очікування.